# Mio Imada
Mio Imada (jap. 今田 美桜 Imada Mio; ur. 5 marca 1997 w Fukuoce) – japońska aktorka i modelka, rozpoczęła swoją karierę aktorską i modelingową w 2015 roku, kiedy została uznana za „Najsłodszą dziewczynę w Fukuoce” przez lokalną agencję reklamową. Jej przełom w aktorstwie nastąpił w 2018 roku, kiedy to została obsadzona jako Airi Maya w uznanej japońskiej dramie „Boys Over Flowers Season 2”.

## Życiorys
Mio urodziła się w Fukuoce, jako najstarsza z trójki rodzeństwa. W wieku 16 lat podczas robienia sobie zdjęć purikura z przyjaciółmi w salonie gier w Shintencho w Fukuoce została zauważona przez skauta agencji modelek CGE, do której następnie dołączyła. W 2015 roku będąc uczennicą trzeciej klasy liceum, po raz pierwszy zaczęła regularnie pojawiać się jako najmłodsza członkini obsady w programie „GeeBee” telewizji TNC. Jej debiut serialowy miał miejsce 29 marca w dramie „Watashi wa Chichi ga Kirai desu”, a filmowy 3 października w filmie „Sin no Yohei”.
Pod koniec sierpnia 2016 roku przeprowadziła się do Tokio z nadzieją na zostanie aktorką filmową. W tym samym roku zagrała w niezależnym filmie krótkometrażowym „Kalanchoe” o tematyce LGBT w reżyserii Shuna Nakagawy. Film zyskał uznanie na wielu festiwalach filmowych w latach 2017-2018. W 2017 roku wystąpiła w dramie „Bokutachi ga Yarimashita”. W kwietniu 2018 wcieliła się w postać Airi Mayi w dramie „Boys Over Flowers Season 2”. 31 października ukazała się jej pierwsza fotoksiążka, „Seikiryoku”, która 12 listopada zajęła 1. miejsce w cotygodniowym rankingu książek Oricon w kategorii „fotoksiążka”. 7 listopada tego samego roku pojawiła się również jako główna bohaterka Miki w grze „koToro_ ［コトロ］”, dystrybuowanej przez Line. 5 grudnia odbyła się gala Yahoo! Search Awards 2018, w której zwyciężyła w kategorii Aktorka.
Na początku 2019 roku zagrała modelkę i liderkę grupy dziewcząt Yuzuki Suwe w dramie „Mr. Hiiragi's Homeroom”. 15 czerwca zadebiutowała jako aktorka głosowa w filmowym dubbingu „Men in Black: International”. 18 lipca tego samego roku wydała książkę o stylu „Mio Imada Style Book Now”, w której opisała swoje życie prywatne, w tym swój modny ubiór, zawartość torebki i codzienny sposób pielęgnacji ubrań. Wystąpiła także w dramie „Semi Otoko”, gdzie wcieliła się w rolę Minako Kumady, początkującej projektantki uczęszczającej do szkoły mody. Pojawiła się również w 6. sezonie dramy „Doctor-X” w roli nowej pielęgniarki Masako Omy.
21 stycznia 2020 roku ukazała się jej druga fotoksiążka „Last Shot” (ラストショット). Fotoksiążka w ciągu trzech dni od premiery sprzedała się w łącznej liczbie 50 000 egzemplarzy. Wystąpiła również w dramie „Keiji to Kenji: Shokatsu to Chiken no 24ji”, w której po raz pierwszy zagrała detektywa. W kwietniu 2021 roku w dramie „Koi wa Deep ni” zagrała rolę Aiki Miyamae, przyjaciółki Mio i badaczki pracującej w tym samym laboratorium co główna bohaterka grana przez Satomi Ishihare. Wcieliła się również w bohaterkę Hinatę Tachibanę w „Tokyo Revengers”, za którą zdobyła nagrodę Japońskiej Akademii Filmowej w kategorii debiut roku.
W kwietniu 2022 roku zagrała swoją pierwszą główną rolę w dramie „Waru: Hataraku no ga Kakko Warui Nante Dare ga Itta?”, w której wcieliła się w Maririn Tanakę, nową pracownicę dużej firmy, która jest przenoszona z jednego działu do drugiego. W tym samym roku dołączyła do japońskiej wersji filmu animowanego „Buzz Astral”, wydanego 1 lipca, dubbingując postać Izzy. W filmie „Moje szczęśliwe małżeństwo”, wydanym 17 marca 2023, wcieliła się w rolę bohaterki Miyo Saimori, która wychodzi za mąż za głównego bohatera.
2 lutego 2024 roku ogłoszono, że wystąpi w 112. dramie asadora, „Anpan”, która zostanie wyemitowana w pierwszej połowie 2025 roku. Została wybrana spośród 3 365 kandydatek, największej liczby w historii porannych dram. 13 sierpnia 2024 ogłoszono, że Imada wcieli się w rolę Kiriki Kokuryu w filmowej wersji „Gry o bilion”, której premiera zaplanowana jest na 14 lutego 2025 roku.

## Filmografia

### Dramy
| Rok  | Tytuł | Rola                              | Stacja telewizyjna | Uwagi | Przy.  |
| ---- | --- | --------------------------------- | ------------------ | --- | ------ |
| 2015 | Watashi wa Chichi ga Kirai desu (私は父が嫌いです)                                                             | Satomi Sugimoto                   | NHK                | Jednoodcinkowa drama | [ 36 ] |
| 2015 | Kowabon (こわぼん)                                                                                             | Kaori (głos)                      | KBC                | Odc. 8 | [ 37 ] |
| 2017 | Bokutachi ga Yarimashita (僕たちがやりました)                                                                  | Mami Hoshino                      | Fuji TV            | (najlepszy przyjaciel Renko)                                                                                              | [ 1 ]  |
| 2017 | Detective Yugami (刑事ゆがみ)                                                                                  | Ikumi Mori                        | Fuji TV            | Odc. 2 | [ 38 ] |
| 2017 | The Public Enemy (民衆の敵～世の中、おかしくないですか)                                                        | Riko / Saki Kanemura              | Fuji TV            | | [ 39 ] |
| 2018 | Kioku (記憶)                                                                                                   | Hana Adachi                       | Fuji TV            | | [ 40 ] |
| 2018 | Boys Over Flowers Season 2 (花のち晴れ〜花男 Next Season〜)                                                    | Airi Maya                         | TBS                | | [ 41 ] |
| 2018 | Honto Ni Atta Kowai Hanashi 2018 (ほんとにあった怖い話)                                                        | Yuko Fujimoto                     | Fuji TV            | Jednoodcinkowa drama | [ 42 ] |
| 2018 | Suits (スーツ)                                                                                                 | Sari Tanimoto                     | Fuji TV            | (siostra Yusei) | [ 43 ] |
| 2019 | Mr. Hiiragi's Homeroom (3年A組 ―今から皆さんは、人質です―)                                                     | Yuzuki Suwa                       | NTV                | | [ 17 ] |
| 2019 | 3 Nen A Gumi: Ima kara minasan dake no, Sotsugyoshiki desu (3年A組―今から皆さんだけの、卒業式です―)            | Yuzuki Suwa                       | Hulu               | | [ 44 ] |
| 2019 | Semi Otoko (セミオトコ)                                                                                        | Minako Kumada                     | TV Asahi           | | [ 20 ] |
| 2019 | Don't You Think Girls Who Talk in Hakata Dialect Are Cute? (博多弁の女の子はかわいいと思いませんか？)          | Mio Imada                         | TBS                | Jednoodcinkowa drama, we własnej osobie                                                                                   | [ 45 ] |
| 2019 | Doktor X Sezon 6 (ドクターX ～外科医・大門未知子～)                                                            | Masako Oma                        | TV Asahi           | (nowa pielęgniarka) | [ 46 ] |
| 2020 | Naoki Hanzawa Commemoration Year: Episode Zero (半沢直樹イヤー記念・エピソードゼロ)                            | Hitomi Hamamura                   | TBS                | Główna rola, jednoodcinkowa drama                                                                                         | [ 47 ] |
| 2020 | Keiji to Kenji: Shokatsu to Chiken no 24ji (ケイジとケンジ 所轄と地検の24時)                                   | Hikaru Mouri                      | TV Asahi           | | [ 24 ] |
| 2020 | Suits Sezon 2 (スーツ2)                                                                                        | Sari Tanimoto                     | Fuji TV            | (siostra Yusei), odc. 8                                                                                                   | [ 48 ] |
| 2020 | Hanzawa Naoki Sezon 2 (半沢直樹2)                                                                              | Hitomi Hamamura                   | TBS                | | [ 47 ] |
| 2020 | Daddy Is My Classmate (親バカ青春白書)                                                                         | Hiroko Yamamoto                   | NTV                | | [ 49 ] |
| 2021 | Koi wa Deep ni (恋はDeepに)                                                                                    | Aika Miyamae                      | NTV                | (przyjaciółka Mio i badaczka projektu)                                                                                    | [ 25 ] |
| 2021 | Koi wa Deep ni Benkyo-Chu! ( 恋はDeepに勉強中！)                                                               | Aika Miyamae                      | Hulu               | | [ 50 ] |
| 2021 | Koi wa Motto Deep ni - Unmei no Saikai Special (恋はもっとDeepに ー運命の再会スペシャルー)                     | Aika Miyamae                      | NTV                | | [ 51 ] |
| 2021 | Okaeri Mone (おかえりモネ)                                                                                     | Riko Mariana Jinno                | NHK                | (pogodynka), Asadora | [ 52 ] |
| 2021 | Doktor X Sezon 7 (ドクターX ～外科医・大門未知子～)                                                            | Masako Oma                        | TV Asahi           | (pielęgniarka) | [ 53 ] |
| 2022 | Waru: Hataraku no ga Kakko Warui Nante Dare ga Itta? (悪女（わる）～働くのがカッコ悪いなんて誰が言った？～)    | Maririn Tanaka                    | NTV                | Główna rola | [ 28 ] |
| 2022 | Waru: Koisuru Otoko ga Kakko Warui Nante Dare ga Itta? (悪男（わる）〜恋する男がカッコ悪いなんて誰が言った?〜) | Maririn Tanaka                    | TVer               | | [ 54 ] |
| 2023 | Last Man: Zenmo no Sousakan (ラストマン－全盲の捜査官－)                                                       | Yuki Agatsuma                     | TBS                | | [ 55 ] |
| 2023 | Gra o bilion (トリリオンゲーム)                                                                                | Kirika Kokuryu / Księżniczka Kiri | TBS                | | [ 56 ] |
| 2023 | My Beloved Flower (いちばんすきな花)                                                                           | Yoyo Miyuki                       | Fuji TV            | Główna rola | [ 57 ] |
| 2023 | My Beloved Flower SP (この秋、僕は恋をした)                                                                    | Yoyo Miyuki                       | Fuji TV            | Drama składa się z 5 odcinków po 10 minut i jest współpracą pomiędzy J1 League YBC Levain Cup i dramą „My Beloved Flower” | [ 58 ] |
| 2024 | Hanasaki Mai ga Damattenai (花咲舞が黙ってない)                                                                | Mai Hanasaki                      | NTV                | Główna rola | [ 59 ] |
| 2025 | Anpan (べらぼう〜蔦重栄華乃夢噺〜)                                                                             | Nobu Asada                        | NHK                | Główna rola, asadora | [ 60 ] |

### Filmy
| Rok  | Tytuł | Rola                              | Uwagi                                     | Przy.  |
| ---- | --- | --------------------------------- | ----------------------------------------- | ------ |
| 2015 | Tsumi no yohaku (罪の余白)                                                                                   | Satomi Sugimoto                   |                                           | [ 1 ]  |
| 2015 | Pleasant Silence (プリザント サイレンス)                                                                     |                                   | Główna rola                               | [ 61 ] |
| 2016 | Kalanchoe (カランコエの花)                                                                                   | Tsukino Ichinose / Tsuki          | Główna rola, krótkometrażowy              | [ 62 ] |
| 2017 | Comeback Night (一夜再成名)                                                                                  |                                   | Produkcja: Hongkong                       | [ 63 ] |
| 2017 | Double Mints (ダブルミンツ)                                                                                  |                                   |                                           | [ 1 ]  |
| 2017 | Bus Jack Returns (帰ってきたバスジャック)                                                                    | Sanae Shiratori                   |                                           | [ 64 ] |
| 2017 | Demekin (デメキン)                                                                                           | Aki                               |                                           | [ 65 ] |
| 2019 | You Shine in the Moonlight (君は月夜に光り輝く                                                               | Riko Hirabayashi                  | (współpracowniczka Takuyi)                | [ 66 ] |
| 2019 | The Sketch of Life (いのちスケッチ)                                                                          | Chika Nishiyama                   |                                           | [ 67 ] |
| 2019 | Boku no hîrô academia THE MOVIE - Hîrôzu: Raijingu (僕のヒーローアカデミア THE MOVIE ヒーローズ: ライジング) | Slice (głos)                      |                                           | [ 68 ] |
| 2020 | Wotakoi: Love Is Hard for Otaku (ヲタクに恋は難しい                                                          | Yuki Morita                       |                                           | [ 69 ] |
| 2020 | Stolen Identity 2 (スマホを落としただけなのに 囚われの殺人鬼)                                                | Ryōko Niwa                        |                                           | [ 70 ] |
| 2021 | Tokyo Revengers (東京リベンジャーズ)                                                                         | Hinata Tachibana / Hina           | (siostra Naoto i dziewczyna Takemichiego) | [ 71 ] |
| 2023 | Moje szczęśliwe małżeństwo (わたしの幸せな結婚                                                               | Miyo Saimori                      | Główna rola                               | [ 72 ] |
| 2023 | Tokyo Revengers 2 Part 1: Bloody Halloween (東京リベンジャーズ2 血のハロウィン編 -運命-)                     | Hinata Tachibana / Hina           | (siostra Naoto i dziewczyna Takemichiego) | [ 73 ] |
| 2023 | Tokyo Revengers 2 Part 2: Bloody Halloween (東京リベンジャーズ2 血のハロウィン編 -決戦-)                     | Hinata Tachibana / Hina           | (siostra Naoto i dziewczyna Takemichiego) | [ 74 ] |
| 2024 | Doctor-X: The Movie (劇場版ドクターX)                                                                        | Masako Oma                        | (pielęgniarka)                            | [ 75 ] |
| 2024 | At the Bench (アットザベンチ)                                                                                | Starsza siostra                   | Główna rola, film antologiczny            | [ 76 ] |
| 2025 | Gra o bilion Film (劇場版トリリオンゲーム)                                                                   | Kirika Kokuryu / Księżniczka Kiri |                                           | [ 77 ] |

### Teledyski
| Rok  | Tytuł                               | Artysta                      | Przy.  |
| ---- | ----------------------------------- | ---------------------------- | ------ |
| 2015 | „Hataraku Hitotachi” (働くひとたち) | Yoshitaka Taira              | [ 78 ] |
| 2016 | „Hajimari no Uta” (ハジマリノウタ)  | The love                     | [ 79 ] |
| 2016 | „Namida” (涙)                       | Generations from Exile Tribe | [ 80 ] |
| 2017 | „Sweet Memory”                      | Maco                         | [ 81 ] |

## Nagrody i nominacje
| Rok  | Ceremonia                                  | Kategoria                                                  | Nominowany                                                                              | Rezultat  | Przy.  |
| ---- | ------------------------------------------ | ---------------------------------------------------------- | --------------------------------------------------------------------------------------- | --------- | ------ |
| 2018 | Festiwal Filmów Niezależnych w Fukuoce     | Nagroda Aktorska                                           | Kalanchoe                                                                               | Wygrana   | [ 82 ] |
| 2018 | Nagroda Nikkan Sports Drama Grand Prix     | Najlepsza Aktorka Drugoplanowa w kategorii wiosennych dram | Boys Over Flowers Season 2                                                              | Nominacja | [ 83 ] |
| 2018 | Television Drama Academy Awards            | Najlepsza Aktorka Drugoplanowa                             | Boys Over Flowers Season 2                                                              | Nominacja | [ 84 ] |
| 2018 | GraJapa! Awards                            | Nagroda za Cyfrową Fotoksiążkę                             | Mio Imada                                                                               | Wygrana   | [ 85 ] |
| 2018 | TC Candler                                 | 100 Najpiękniejszych Twarzy Świata                         | Mio Imada                                                                               | Nominacja | [ 86 ] |
| 2018 | Yahoo! Search Awards                       | W kategorii Aktorka                                        | Mio Imada                                                                               | Wygrana   | [ 87 ] |
| 2018 | #MVI（Most Valuable Instagrammer in Japan) | W kategorii trendu                                         | Mio Imadaa                                                                              | Wygrana   | [ 88 ] |
| 2022 | Nagroda Japońskiej Akademii Filmowej       | Debiut Roku                                                | Tokyo Revengers                                                                         | Wygrana   | [ 27 ] |
| 2022 | Television Drama Academy Awards            | Najlepsza Aktorka                                          | Waru: Hataraku no ga Kakko Warui Nante Dare ga Itta?                                    | Wygrana   | [ 89 ] |
| 2023 | Nagroda Filmowa Gazety Studenckiej         | Najlepsza Aktorka                                          | Tokyo Revengers 2 Part 1: Bloody Halloween / Tokyo Revengers 2 Part 2: Bloody Halloween | Wygrana   | [ 90 ] |
| 2023 | Beautiful Legs Award                       | W kategorii 20 lat                                         | Mio Imada                                                                               | Wygrana   | [ 91 ] |
| 2024 | Nagrody Élan d’Or                          | Debiutant Roku                                             | Mio Imada                                                                               | Wygrana   | [ 92 ] |